# Miconia crassinervia
Miconia crassinervia är en tvåhjärtbladig växtart som beskrevs av Célestin Alfred Cogniaux. Miconia crassinervia ingår i släktet Miconia och familjen Melastomataceae. Inga underarter finns listade i Catalogue of Life.